# Sånga distrikt
Sånga distrikt är ett distrikt i Sollefteå kommun och Västernorrlands län. Distriktet ligger omkring Sånga i mellersta Ångermanland. 

## Tidigare administrativ tillhörighet
Distriktet inrättades 2016 och utgörs av Sånga socken i Sollefteå kommun.
Området motsvarar den omfattning Sånga församling hade 1999/2000.

## Tätorter och småorter
I Sånga distrikt finns inga tätorter eller småorter.